# Lókút
Lókút is een plaats (község) en gemeente in het Hongaarse comitaat Veszprém. Lókút telt 534 inwoners (2001).